# Словечанско-Овручский кряж
Слове́чанско-О́вручский кряж (укр. Словечансько-Овруцький кряж) — кряж, расположенный на севере Украинского кристаллического щита, практически на границе Украины и Белоруссии в пределах Житомирской области. Представляет собой холмистую гряду, вытянутую с запада на восток примерно на 50 км и имеющую ширину от 5 км на востоке до 15-20 км на западе. Высочайшая точка — 316 метров над уровнем моря, находится в с. Городец Овручского района. Название кряжа происходит от названий села Словечно и города Овруч.
Словечанско-Овручский кряж возвышается над окружающей его Полесской низменностью, отделяясь от неё уступом. Относительное возвышение над окружающей местностью составляет 50-60 м. Южные склоны кряжа крутые, северные — более пологие.
Поверхность кряжа холмистая, рассечённая оврагами глубиной до 20-25 м.
Реки, берущие начало на Словечанско-Овручском кряже, имеют тенденцию к разбеганию в разные стороны от него, особенно выраженную в западной части (истоки малых рек Селивонихи, Червонки, Пертницы, Словечны, Норынь). Также тут берут начало такие реки, как Звонка, Ясенец, Желонь, Грезля, и ряд их малых притоков. Вне пределов кряжа течение замедляется, долины этих рек расширяются и становятся заболоченными.

## Геология
Во время последнего ледникового периода толщина ледников над кряжем составляла 300—500 м. После отступления ледник оставил за собой большое количество обломков кристаллических пород. В результате таяния льда образовались обширные озера, превратившиеся впоследствии в Полесские болота.

## История
Территория Словечанско-Овручского кряжа была обитаема с давних времен. Неподалёку от кряжа (в 10 км на запад) на берегах речек Уборти и Норыни археологами были обнаружены мезолитические стоянки охотников, а также поселения культуры шнуровой керамики бронзового века.
На Замковой горе в Овруче обнаружены следы неолитических поселений и могильники, датируемые V—IV тысячелетиями до н. э. Также здесь обнаружены артефакты бронзового века — кремниевые инструменты, датируемые II тысячелетием до н. э.
В средние века из-за труднопроходимых болот надёжное сообщение этой местности с внешним миром было возможно лишь в зимний период. По мнению ряда филологов, это способствовало возникновению овручского диалекта.
Есть предположение, что когда-то кряж соединялся с горами Кавказа.

## Природа
В наше время на территории Словечанско-Овручского кряжа наблюдается большое разнообразие растительного мира. Среди представителей флоры следует отметить такие виды, как берёза темнокорая, дуб скальный, плющ вечнозелёный, берёза карельская, азалия понтийская, считающаяся эндемиком и сохранившаяся на повышенных частях кряжа. Подобные виды растений на Украине более не сохранились нигде.